# Communauté de communes du Bassin de Bologne Vignory et Froncles
Die Communauté de communes du Bassin de Bologne Vignory et Froncles ist ein ehemaliger französischer Gemeindeverband mit der Rechtsform einer Communauté de communes im Département Haute-Marne in der Region Grand Est. Sie wurde am 28. Dezember 2001 gegründet und umfasste 22 Gemeinden. Der Verwaltungssitz befand sich im Ort Vignory.

## Historische Entwicklung
Mit Wirkung vom 1. Januar 2017 fusionierte der Gemeindeverband mit
- Agglomération de Chaumont und
- Communauté de communes du Bassin Nogentais

und bildete so die Nachfolgeorganisation Communauté d’agglomération de Chaumont, du Bassin Nogentais et du Bassin de Bologne Vignory Froncles.

## Ehemalige Mitgliedsgemeinden
1. Annéville-la-Prairie
2. Bologne
3. Briaucourt
4. Cerisières
5. Daillancourt
6. Froncles
7. La Genevroye
8. Guindrecourt-sur-Blaise
9. Lamancine
10. Marbéville
11. Meures
12. Mirbel
13. Ormoy-lès-Sexfontaines
14. Oudincourt
15. Rochefort-sur-la-Côte
16. Rouécourt
17. Sexfontaines
18. Soncourt-sur-Marne
19. Viéville
20. Vignory
21. Vouécourt
22. Vraincourt